# کیوری (خواننده)
لی جی-هیون (به کره‌ای: 이지현) (زاده ۱۲ دسامبر ۱۹۸۶) که بیشتر با نام هنری کیوری (به کره‌ای: 큐리) شناخته می شود، خواننده، بازیگر اهل کره جنوبی است. او همچنین عضو گروه تی-آرا است.